# Krypno (gmina)
Pour les articles homonymes, voir Krypno.
La gmina de Krypno est une commune rurale polonaise de la voïvodie de Podlachie et du powiat de Mońki. Elle s'étend sur 112,69 km2 et comptait 4.108 habitants en 2006. Son siège est le village de Krypno qui se situe à environ 15 kilomètres au sud de Mońki et à 27 kilomètres au nord-ouest de Białystok.

## Villages
La gmina de Krypno comprend les villages et localités de Bajki-Zalesie, Białobrzeskie, Dębina, Długołęka, Góra, Kruszyn, Krypno, Krypno Wielkie, Kulesze-Chobotki, Morusy, Peńskie, Rekle, Ruda, Zastocze et Zygmunty.

## Gminy voisines
La gmina de Krypno est voisine des gminy de Dobrzyniewo Duże, Knyszyn, Mońki, Trzcianne et Tykocin.